# Street Fighter IV
Street Fighter IV és un videojoc de lluita produït per Capcom. Té versions en a màquines recreatives, iPhone, PlayStation 3, Xbox 360 i Pc. El joc per a sales recreatives va ser realitzat al Japó el 18 de juliol de 2008 amb importacions de màquines recreatives en sales nord-americanes a l'agost. Les versions de consola PlayStation 3 i Xbox 360 van ser realitzades el 12 de febrer de 2009 al Japó i a Amèrica del Nord el 16 de febrer, amb data prèvia per al 18 de febrer. La data oficial a Europa va ser el 20 de febrer. Una versió de Windows va ser realitzada el 2 de juliol de 2009 al Japó, el 3 de juliol a Europa i el 7 de juliol a Amèrica del Nord. Des del 31 de març del 2009, Street Fighter IV ha venut prop de 2,5 milions d'unitats a tot el món. La versió d'iPhone va ser llançada el març de 2010 i ja s'ha col·locat com la setena aplicació de pagament més descarregada d'iPhone.